# Ráncos hamvaspereszke
A ráncos hamvaspereszke (Dermoloma cuneifolium) a pereszkefélék családjába tartozó, Európában és Észak-Amerikában honos, lomberdőkben, réteken élő, nem ehető gombafaj. Egyéb elnevezései: csövestönkű pereszke, ráncos bársonyospereszke.

## Megjelenése
A ráncos hamvaspereszke kalapja 3–6 cm széles, alakja eleinte domború vagy kissé kúpos, majd széles domborúan, majdnem laposan kiterül, közepén néha lapos púppal. Felszíne száraz, sima, hamvas, némileg sugarasan ráncolt; nem szálas és nem pikkelykés. Színe szürkésbarna, sötétszürkés vagy okkerbarnás; középen sötétebb.
Húsa vékony, törékeny, fehér vagy világosszürke színű, sérülésre nem változik. Szaga és íze erősen lisztes.
Kissé ritkás lemezei pereszkefoggal tönkhöz nőttek, a féllemezek gyakoriak. Színük fehér vagy halványszürke. 
Tönkje 3–5 cm magas és 0,5–1 cm vastag. Alakja egyenletesen hengeres vagy töve felé kissé vékonyodik. Felszíne csupasz, száraz. Színe fehér. 
Spórapora fehér.
Spórája ellipszis vagy széles ellipszis alakú, sima, inamiloid, mérete 4,5–7 x 2,5–4 µm. 

### Hasonló fajok
A márványos csupaszpereszke, a gyakori szemétgomba, a kisspórás olajgombácska vagy a mézsárga lápigomba hasonlít hozzá. 

## Elterjedése és termőhelye
Európában és Észak-Amerikában honos. 
Lomberdőkben vagy üde gyepekben található meg, inkább meszes talajon. Nyártól őszig terem.

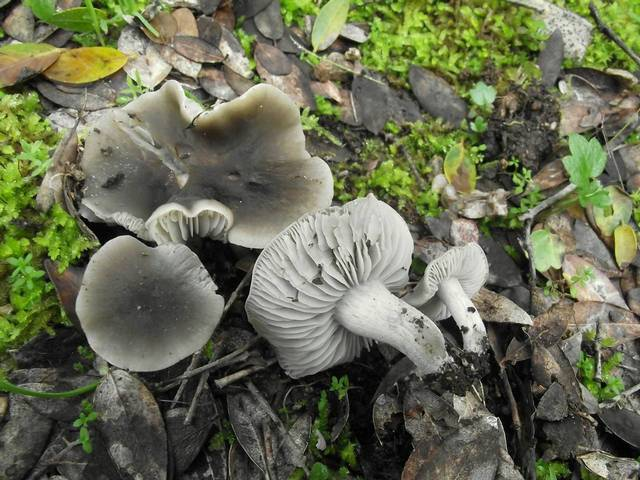
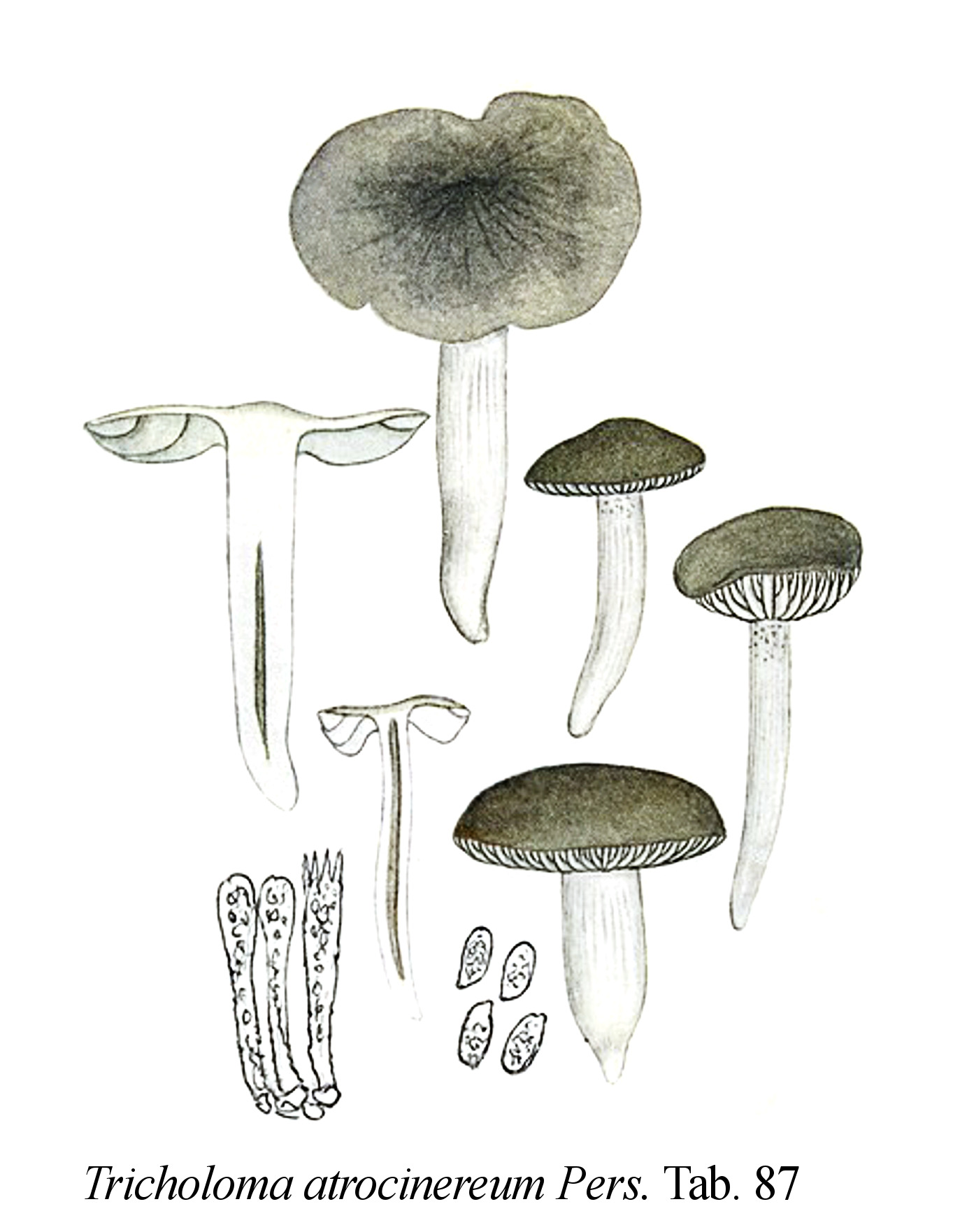

Nem ehető. 